# Eopineus strobus
Eopineus strobus är en insektsart. Eopineus strobus ingår i släktet Eopineus och familjen barrlöss. Inga underarter finns listade i Catalogue of Life.